# Fårvang
Fårvang er en by i Midtjylland med 1.413 indbyggere  (2024), beliggende 33 km sydøst for Viborg, 33 km sydvest for Randers, 34 km nordvest for Aarhus og 20 km nordøst for Silkeborg. Byen hører til Silkeborg Kommune og ligger i Region Midtjylland.
Fårvang hører til Tvilum Sogn. Ensomt i Kirkeskov 5 km sydvest for Fårvang ligger Tvilum Kirke, som er nordfløjen af Middelalderens Tvilum Kloster.

## Faciliteter
Fårvang Skole har 330 elever i ét spor på 0.-6. klassetrin og 2-3 spor på overbygningen, hvor skolen også får elever fra distriktsskolerne i Sorring og Gjern. Ved siden af skolen ligger Fårvang Hallen, der blev indviet i 1981, og Børnehuset Fårvang, der kan rumme 60 børn, men også råder over 100 m² på skolen, så antallet kan stige til 70.
Fårvang Ældrecenter er opført i 1967 og senest om- og tilbygget i 1999. Det har 20 to-rums og 8 et-rums boliger.
Efter at byens kro brændte i 1997 og ikke blev genopført, blev forsamlingshuset Skovhuset opført og indviet i 2001. Byen har Dagli'Brugs og pizzaria.

## Historie
Fårvang var en landsby i Skanderborg Rytterdistrikt. Den blev udskiftet i 1783.
I 1904 beskrives Fårvang ganske kort: "Faarvang med Skole" Sognets tyngdepunkter lå i Truust, der havde andelsmejeri, kalkværk, kro og markedsplads, og Horn, der havde missionshus og forsamlingshus.

### Stationsbyen
Fårvang fik jernbanestation på Diagonalbanens første etape Silkeborg-Laurbjerg (1908-71). Da anlægget af strækningen var vedtaget af Rigsdagen i 1900, besluttede fremsynede bønder at oprette et centralt beliggende mejeri. Det blev indviet i 1903 og lå ved landevejen Aarhus-Viborg, som den nuværende Storgade var en del af.
Stationen blev anlagt på åben mark og stod færdig i 1906. Bager, smed og købmand flyttede fra Truust til den kommende stationsby. Købmanden etablerede en stor forretning skråt over for stationen, og i 1907 blev der opført et hotel lige over for stationen. De to årlige Truust-markeder flyttede til Fårvang og blev udvidet til 12 årlige begivenheder, der medførte store transporter af dyr og passagerer på jernbanen. Skorup Sogns Sparekasse flyttede til Fårvang og skiftede navn til Skorup-Tvilum Sparekasse.
De fleste af byens parcelhuse er opført i efterkrigstiden. Stationsbygningen er bevaret på Jernbanegade 13. Den blev i de første år efter nedlæggelsen af banen brugt som kommunal børnehave. Natursti "Gjernbanen", der er anlagt på banens tracé, går gennem byen.

### Tornadoen
Fårvang var den	27. august, 1963 udsat for en tornado, hvor mere end 25 huse blev beskadiget, og nogle jævnet helt med jorden. Der var intense skader på skolen.

### Kommunen
Tvilum Sogn kom ved kommunalreformen i 1970 med i Gjern Kommune, som ved kommunalreformen i 2007 blev en del af Silkeborg Kommune. En følge af denne reform var at Fårvang Bibliotek måtte lukke 1. januar 2007.

## Virksomheder
Foruden jernbanestationen er Fårvang vokset op omkring sin store møbelindustri. Byens største virksomhed er plademøbelproducenten Tvilum-Scanbirk. Desuden findes Domus Denmark .
Gangsø Møbler blev erklæret konkurs efter at det nye selskab Hammel Furniture havde overtaget aktiviteterne 4. oktober 2010. Grundfos flyttede sidst i 2011 halvdelen af sin danske varemodtagelse samt 30 medarbejdere til Gangsøs tidligere fabrikshaller.
I februar 2018 måtte Tvilum-Scanbirk sende medarbejderne hjem, men virksomheden fortsatte med nye ejere, så 504 arbejdspladser blev reddet og kun 91 medarbejdere blev fyret.

## Idræt
Horn-Fårvang Idrætsforening (HFIF) startede i 1896 som fortsættelse af en skytteforening. Den tilbyder fodbold, håndbold, badminton og gymnastik. Sammen med Fårvang Borger- og håndværkerforening står foreningen bag den årlige sommerfest "Fåremarkedet" med rally, som siden 1968 har været afviklet i uge 32.
To professionelle fodboldspillere er vokset op i Fårvang og har startet deres karriere i HFIF:
- Martin Laursen (1977-) – har spillet i flere udenlandske klubber og haft 53 landskampe for Danmark.
- Daniel Lundholm (1995-) – midterforsvarer i 1. divisionsklubben Brabrand IF.